# フョードル・リトケ

フョードル・リトケ

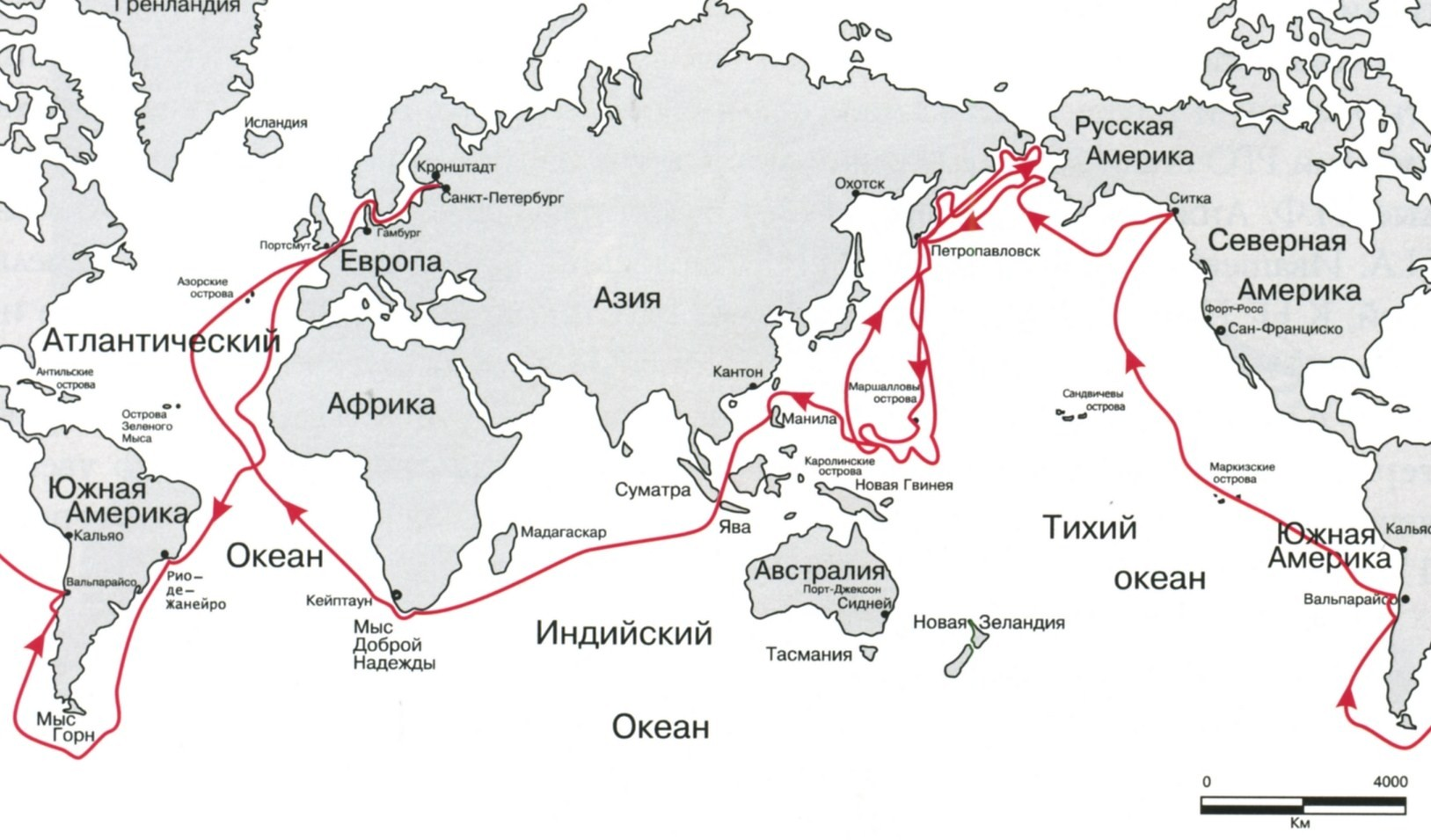
1826-1829航海の航路

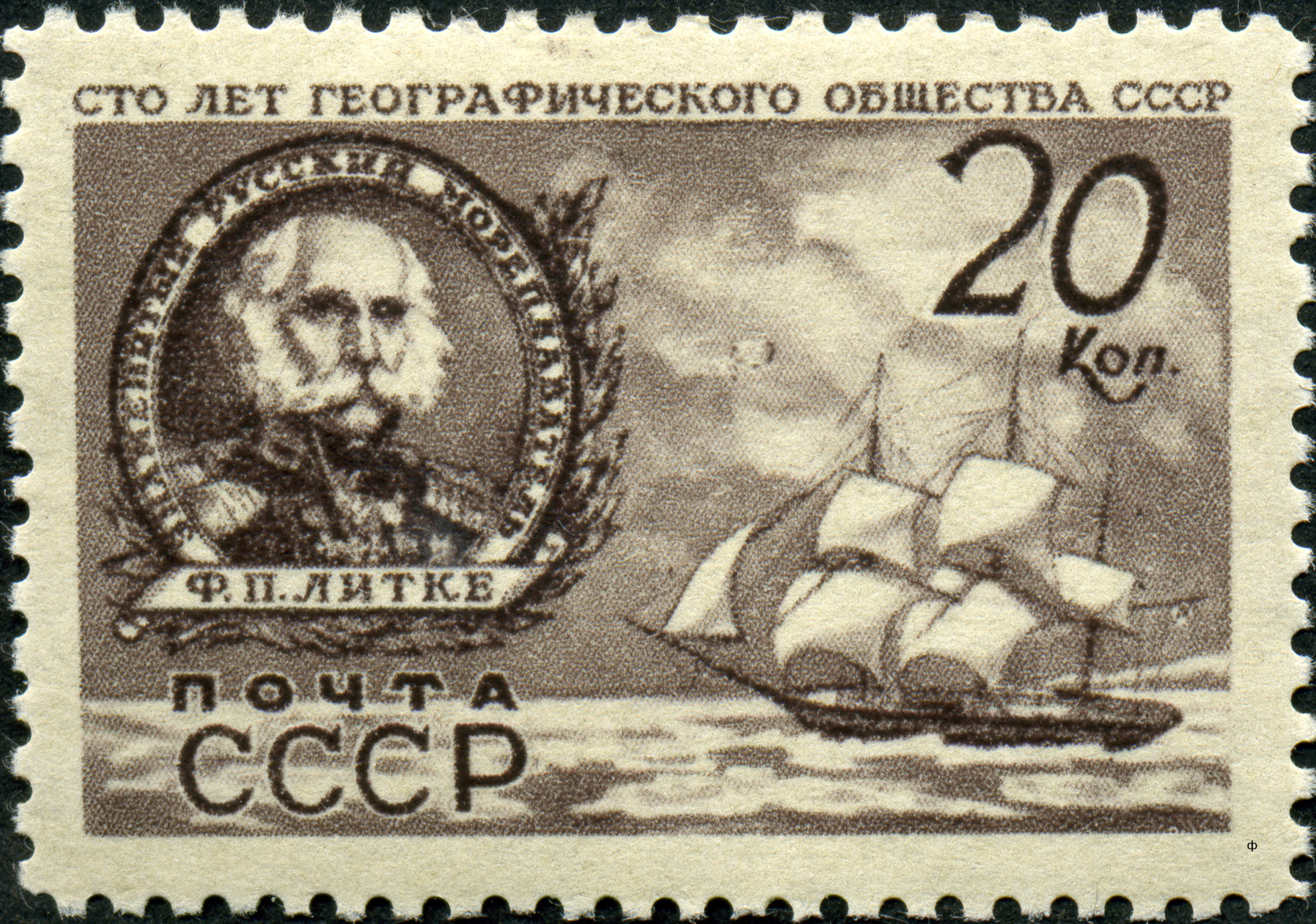
リトケを描いたソビエトの切手

フョードル・ペトローヴィチ・リトケ（露: Граф Фёдор Петрович Литке、音訳例:Fyodor Petrovich Litke、ドイツ語名:Friedrich Benjamin von Lütke、1797年9月28日 - 1882年8月28日）はロシアの探検家である。アラスカ沿岸を含む多くの探検航海を率いた。

## 略歴
サンクトペテルブルクで生まれた。祖父はルター派を広めるためにドイツからモスクワに赴任した説教師であった。ルター派のドイツ語学校で学び、終生、プロテスタントであった。母親はフョードルの出産時に没し、10代の初めに父親も失い、母方の叔父から教育を受けた。
1813年からロシア海軍で働き始め、1817年から1819年にはヴァシーリー・ゴロヴニーンが率いるカムチャツカ号の世界一周航海に参加した。1821年から1824年の間は自ら船を率い、北極海のノヴァヤゼムリャ沿岸、白海、バレンツ海の東部を探検航海した。
1826年から1829年の間、サンクトペテルブルク科学アカデミーのためにセニャーヴィン号（corvette Seniavine）を率い、世界周航航海を行い、科学者として、動物学者のハインリヒ・フォン・キットリッツ、植物学者のカール・ハインリヒ・メルテンス、鉱物学者のポステルス（Alexander Filippovich Postels）が乗船した。1826年8月16日にセニャーヴィン号はクロンシュタットを出航、コペンハーゲンでスタニュコビッチ（Mikhail Nikolaievich Staniukovich）のメラー号（sloop Möller）と合流し、ロンドンに停泊した後、単船で大西洋を航海し、1827年2月末に喜望峰に至り、チリ沿岸を北上し、当時ロシア領であったアラスカを探検し、9月にカムチャツカ、ペトロパブロフスクに到着した。その後、カロリン諸島と小笠原諸島を調査して1828年5月にカムチャツカに戻った。その年の夏はアバチャ湾やベーリング海峡を調査し、シベリアのアナディリ川まで北上した。その後、マニラを経由してヨーロッパへ戻り、フランスの港ル・アーヴルに1829年5月に到着し、パリで探検隊の隊員は有名な科学者たちと夏を過ごし1829年9月16日にクロンシュタットに戻った。
この探検航海ではベーリング海の西部海岸、プリビロフ諸島、小笠原諸島、北アメリカの現在のアラスカの海岸やカロリン諸島を調査し12の新しい島を発見した。
1830年の夏、メルテンスとセニャーヴィン号でアイスランドの探検を行おうとしたが、隊員にチフスが発症し、接岸できぬまま9月に帰還した。
1855年に海軍大将となり、1866年に伯爵に叙階した。1829年にサンクトペテルブルク科学アカデミーの会員、1855年に名誉会員、1864年に会長を務めた。1836年にはデミドフ賞を受賞した。ロシア地理学会の創立者であり、副会長を2度務めた。